# Faucaria nemorosa
Faucaria nemorosa là một loài thực vật có hoa trong họ Phiên hạnh. Loài này được L.Bolus ex L.E.Groen mô tả khoa học đầu tiên năm 1994.